# Kollagen-Typ 17α1
Kollagen Typ XVII, alpha 1 ist ein Kollagen mit Transmembrandomänen, das vom Gen COL17A1 codiert wird. Es bildet Homotrimere, die wiederum Kollagenfibrillen vom Typ XVII formen.

## Eigenschaften
Kollagen XVII spielt eine wichtige Rolle in der Integrität von Hemidesmosomen und in der Besfestigung von Keratinozyten an die darunterliegende Basalmembran. Das Bullöse-Pemphigoid-Antigen 2 ist eine Ektodomäne von Kollagen XVII, die für die dermoepidermale Kohäsion sorgt und sich an das Immunglobulin A binden kann.
Des Weiteren fördert Kollagen XVII die Invasion von extravillösen Trophoblasten während der Entwicklung der Plazenta und es wird für die Integrität der amniotischen Basalmembran rekrutiert. Außerdem befestigt es sich an die glomeruläre Basalmembran von Podozyten und spielt somit möglicherweise eine Rolle in der Reifung der Podocyten und in der glomerulären Filtration.
Mutationen im Gen COL17A1 können zur Epidermolysis bullosa junctionalis führen.